# Теристанбалы
Теристанбалы (каз. Терістаңбалы) — село в Жарминском районе Абайской области Казахстана. Административный центр Теристанбалинского сельского округа. Код КАТО — 634487100.

## Население
В 1999 году население села составляло 298 человек (150 мужчин и 148 женщин). По данным переписи 2009 года, в селе проживало 220 человек (108 мужчин и 112 женщин).